# Bikheris
Baka a fost un prinț egiptean antic, identificat și ca Bikheris în greacă. Acesta a fost, probabil, fiul lui Djedefre, faraon al Dinastiei a IV-a. Unii istorici afirmă că Baka a fost doar un prinț și că nu a ajuns niciodată pe tronul Egiptului, dar cei mai mulți egiptologi sunt de părere că Baka a fost un faraon al Egiptului Antic din Dinastia a IV-a pentru scurt timp ( unu sau doi ani). Și există câteva dovezi. O dovadă ar fi statueta acestuia și piramida de la Zawye el’ Aryan, o piramidă neterminată care este posibilul mormânt al lui Baka.